# Hilda Råberg
Hilda Sigrid Maria Råberg, född 5 april 1865 i Göteborg, död 25 februari 1923 i Stockholm, var en svensk konstnär och konservator.
Hon var dotter till bandirektören vid Statens Järnvägar, kapten Julius Råberg och hans hustru Anna Maria Louise född Ritter. Råberg studerade vid Konstakademien i Stockholm 1890–1895. Hon var vid sidan av sitt eget skapande anlitad som konservator vid Nationalmuseum i Stockholm. Under åren 1912–1913 utförde hon restaureringsarbeten på ett flertal porträtt i Gripsholms samlingarna. Eva Bagge avbildade henne i en tuschteckning som numera ingår i Kungliga bibliotekets samling och hon är representerad vid bland annat Nationalmuseum i Stockholm.